# Dave DeBusschere
Pour les articles homonymes, voir Debusschere.
David Albert DeBusschere, né le 16 octobre 1940 à Détroit (Michigan, États-Unis) et mort le 14 mai 2003 à New York (État de New York, États-Unis) est un joueur de basket-ball américain. Il a été élu parmi les meilleurs joueurs du cinquantenaire de la NBA. Sportif complet, il joua également en Ligue majeure de baseball comme lanceur.

## Biographie
DeBusschere est un des premiers grands joueurs ailier-pivot de petite taille (1,98 m) qui possédait aussi un grand talent de défenseur. Il fit ses débuts en NBA le 16 octobre 1962 lors de la défaite des Pistons de Détroit face aux Lakers de Los Angeles 122 à 106 dans un match disputé à New York.
Cumulant des statistiques impressionnantes aux rebonds, tirs (doubles-doubles)et autres il disputait avec les pivots de 2,05 m et plus, les honneurs dans la raquette qui était son territoire, sa « chasse gardée. »
À cet effet, son titre acquis en 1973 avec les Knicks de New York (Bill Bradley, Willis Reed, Dean Meminger, etc.) coachés par Red Holzman est symbolique de la puissance et qualité de ce joueur courageux qui jouait pour l'équipe.
Il a été drafté par les Pistons de Détroit en 1962. Ses qualités physiques (1,98 m, plus de 100 kg) et sportives lui permirent d'être drafté à la fois en baseball et basket-ball. Après des débuts aux Detroit Pistons, il a gagné deux fois le championnat NBA avec les Knicks de New York en 1970 et 1973. Il fut ensuite le plus jeune entraîneur de l'histoire de la NBA avant de devenir ensuite Commissionner de la ligue rivale : l'American Basketball Association (ABA).
DeBusschere a été nommé au Basketball Hall of Fame après une carrière de joueur de 12 ans, pendant laquelle il aligna une moyenne de 16,1 points et 11 rebonds par match, tout en étant huit fois sélectionné All-Star. Mais il fut surtout renommé pour sa défense tenace, ce qui fut récompensé par six nominations dans le meilleur cinq défensif.
Son maillot frappé du numéro 22 fut retiré par les Knicks, mais plusieurs années après sa retraite de joueur, car il avait embrassé la carrière d'entraîneur chez les rivaux des New Jersey Nets, poste qu'il prit en charge alors qu'il n'était âgé que de 34 ans, ce qui fait de lui le plus jeune coach de l'histoire de la ligue.
Sportif complet, il fut également lanceur en Ligue majeure de baseball avec les White Sox de Chicago durant la saison 1962-63.
Dave DeBusschere décède d'une crise cardiaque à quelques rues du Madison Square Garden en 2003 à l'âge de 62 ans. Il est officiellement déclaré mort au New York University Hospital.

## Statistiques
Au cours de sa carrière, Dave DeBusschere a disputé 875 matchs de saison régulière et 96 en playoffs. Il a marqué 14 053 points (soit une moyenne de 16,1 pts par match) et conquis 9 618 rebonds (soit une moyenne de 11,0 par match).

## Pour approfondir
- Liste des meilleurs marqueurs en NBA en carrière.
- Liste des meilleurs rebondeurs en NBA en carrière.